# 南邦化
南邦化（？—？），字以德，號孚寰，山西平陽府安邑縣人，軍籍，明朝政治人物。

## 生平
嘉靖四十年（1561年）辛酉山西鄉試第三十三名，萬曆十一年（1583年）癸未科會試第三百十九名，登三甲第一百三十名進士。礼部觀政，本年授陕西盩庢知縣，丁憂。十八年復除藁城县，二十年調簡，二十二年調洮丘知縣，二十七年升大理寺右评事，二十八年升刑部主事，三十二年养病。

## 家族
曾祖南志剛；祖父南定；父南堂，曾任壽官。母張氏。